# Wereldkampioenschap superbike van Albacete 1997
Het wereldkampioenschap superbike van Albacete 1997 was de tiende ronde van het wereldkampioenschap superbike en de negende ronde van de wereldserie Supersport 1997. De races werden verreden op 21 september 1997 op het Circuito de Albacete nabij Albacete, Spanje.

## Superbike
Coureurs die deelnamen aan het Europees kampioenschap superbike en coureurs die deelnamen met motorfietsen die aan andere technische reglementen voldeden, kwamen niet in aanmerking om punten te scoren in het wereldkampioenschap.

### Race 1
| Pos | Nr | Rijder               | Constructeur | Rondes | Tijd                | Grid | Punten |
| --- | -- | -------------------- | ------------ | ------ | ------------------- | ---- | ------ |
| 1   | 3  | John Kocinski        | Honda        | 26     | 40:22.586           | 1    | 25     |
| 2   | 2  | Aaron Slight         | Honda        | 26     | +6.028              | 4    | 20     |
| 3   | 6  | Simon Crafar         | Kawasaki     | 26     | +8.452              | 3    | 16     |
| 4   | 8  | Akira Yanagawa       | Kawasaki     | 26     | +13.725             | 5    | 13     |
| 5   | 7  | Pierfrancesco Chili  | Ducati       | 26     | +20.186             | 8    | 11     |
| 6   | 15 | Piergiorgio Bontempi | Kawasaki     | 26     | +26.449             | 7    | 10     |
| 7   | 35 | Gregorio Lavilla     | Ducati       | 26     | +27.490             | 9    | 9      |
| 8   | 11 | Mike Hale            | Suzuki       | 26     | +27.916             | 11   | 8      |
| 9   | 21 | Jochen Schmid        | Kawasaki     | 26     | +44.734             | 15   | 7      |
| 10  | 42 | Chris Walker         | Yamaha       | 26     | +45.717             | 13   | 6      |
| 11  | 17 | Pere Riba            | Honda        | 26     | +47.568             | 14   | 5      |
| 12  | 53 | Udo Mark             | Suzuki       | 26     | +1:14.495           | 16   |        |
| 13  | 31 | Igor Jerman          | Kawasaki     | 26     | +1:19.208           | 18   | 4      |
| 14  | 51 | Giorgio Cantalupo    | Ducati       | 25     | +1 ronde            | 21   |        |
| 15  | 57 | Jiří Mrkývka         | Honda        | 25     | +1 ronde            | 20   |        |
| 16  | 52 | Anton Gruschka       | Yamaha       | 25     | +1 ronde            | 23   |        |
| 17  | 63 | Gilson Scudeler      | Ducati       | 25     | +1 ronde            | 22   |        |
| 18  | 46 | Erkka Korpiaho       | Kawasaki     | 25     | +1 ronde            | 19   | 3      |
| 19  | 56 | Ondřej Lelek         | Honda        | 25     | +1 ronde            | 24   |        |
| 20  | 71 | Vladimír Karban      | Suzuki       | 25     | +1 ronde            | 25   |        |
| DNF | 4  | Carl Fogarty         | Ducati       | 21     | Uitgevallen         | 2    |        |
| DNF | 12 | James Whitham        | Suzuki       | 8      | Uitgevallen         | 12   |        |
| DNF | 22 | Scott Russell        | Yamaha       | 8      | Uitgevallen         | 10   |        |
| DNF | 14 | James Haydon         | Ducati       | 3      | Uitgevallen         | 17   |        |
| DNF | 9  | Neil Hodgson         | Ducati       | 1      | Uitgevallen         | 6    |        |
| DNQ | 55 | Vincens Santolaya    | Suzuki       | 0      | Niet gekwalificeerd |      |        |

### Race 2
| Pos | Nr | Rijder               | Constructeur | Rondes | Tijd                | Grid | Punten |
| --- | -- | -------------------- | ------------ | ------ | ------------------- | ---- | ------ |
| 1   | 3  | John Kocinski        | Honda        | 26     | 40:21.958           | 1    | 25     |
| 2   | 6  | Simon Crafar         | Kawasaki     | 26     | +1.416              | 3    | 20     |
| 3   | 2  | Aaron Slight         | Honda        | 26     | +2.102              | 4    | 16     |
| 4   | 8  | Akira Yanagawa       | Kawasaki     | 26     | +2.308              | 5    | 13     |
| 5   | 22 | Scott Russell        | Yamaha       | 26     | +14.583             | 10   | 11     |
| 6   | 15 | Piergiorgio Bontempi | Kawasaki     | 26     | +14.956             | 7    | 10     |
| 7   | 7  | Pierfrancesco Chili  | Ducati       | 26     | +31.173             | 8    | 9      |
| 8   | 9  | Neil Hodgson         | Ducati       | 26     | +45.474             | 6    | 8      |
| 9   | 11 | Mike Hale            | Suzuki       | 26     | +45.545             | 11   | 7      |
| 10  | 12 | James Whitham        | Suzuki       | 26     | +47.501             | 12   | 6      |
| 11  | 42 | Chris Walker         | Yamaha       | 26     | +48.891             | 13   | 5      |
| 12  | 21 | Jochen Schmid        | Kawasaki     | 26     | +49.032             | 15   | 4      |
| 13  | 17 | Pere Riba            | Honda        | 26     | +49.441             | 14   | 3      |
| 14  | 53 | Udo Mark             | Suzuki       | 26     | +1:03.219           | 16   |        |
| 15  | 14 | James Haydon         | Ducati       | 26     | +1:11.590           | 17   | 2      |
| 16  | 46 | Erkka Korpiaho       | Kawasaki     | 26     | +1:29.721           | 19   | 1      |
| 17  | 51 | Giorgio Cantalupo    | Ducati       | 25     | +1 ronde            | 21   |        |
| 18  | 57 | Jiří Mrkývka         | Honda        | 25     | +1 ronde            | 20   |        |
| 19  | 52 | Anton Gruschka       | Yamaha       | 25     | +1 ronde            | 23   |        |
| 20  | 31 | Igor Jerman          | Kawasaki     | 25     | +1 ronde            | 18   |        |
| 21  | 63 | Gilson Scudeler      | Ducati       | 25     | +1 ronde            | 22   |        |
| 22  | 56 | Ondřej Lelek         | Honda        | 25     | +1 ronde            | 24   |        |
| 23  | 71 | Vladimír Karban      | Suzuki       | 24     | +2 ronden           | 25   |        |
| DNF | 4  | Carl Fogarty         | Ducati       | 14     | Uitgevallen         | 2    |        |
| DNF | 35 | Gregorio Lavilla     | Ducati       | 0      | Uitgevallen         | 9    |        |
| DNQ | 55 | Vincens Santolaya    | Suzuki       | 0      | Niet gekwalificeerd |      |        |

## Supersport
| Pos | Nr | Rijder               | Constructeur | Rondes | Tijd        | Grid | Punten |
| --- | -- | -------------------- | ------------ | ------ | ----------- | ---- | ------ |
| 1   | 6  | Vittoriano Guareschi | Yamaha       | 26     | 42:22.201   | 5    | 25     |
| 2   | 2  | Massimo Meregalli    | Yamaha       | 26     | +0.470      | 1    | 20     |
| 3   | 41 | Michaël Paquay       | Honda        | 26     | +6.683      | 4    | 16     |
| 4   | 24 | Stéphane Chambon     | Ducati       | 26     | +9.734      | 8    | 13     |
| 5   | 1  | Fabrizio Pirovano    | Ducati       | 26     | +9.790      | 14   | 11     |
| 6   | 26 | Paolo Casoli         | Ducati       | 26     | +14.028     | 3    | 10     |
| 7   | 44 | Francisco Riquelme   | Ducati       | 26     | +15.808     | 15   | 9      |
| 8   | 31 | Marco Risitano       | Kawasaki     | 26     | +18.343     | 20   | 8      |
| 9   | 34 | Yves Briguet         | Suzuki       | 26     | +18.403     | 2    | 7      |
| 10  | 13 | Jeffry de Vries      | Yamaha       | 26     | +18.437     | 16   | 6      |
| 11  | 35 | Giovanni Bussei      | Suzuki       | 26     | +19.254     | 9    | 5      |
| 12  | 30 | Wilco Zeelenberg     | Yamaha       | 26     | +27.137     | 21   | 4      |
| 13  | 38 | Mario Innamorati     | Bimota       | 26     | +27.877     | 13   | 3      |
| 14  | 7  | Thomas Körner        | Ducati       | 26     | +28.806     | 10   | 2      |
| 15  | 27 | Rubén Xaus           | Honda        | 26     | +44.211     | 23   | 1      |
| 16  | 14 | Fred Bayens          | Honda        | 26     | +44.286     | 17   |        |
| 17  | 15 | Robert Ulm           | Honda        | 26     | +45.311     | 18   |        |
| 18  | 18 | David Rouge          | Honda        | 26     | +1:01.826   | 27   |        |
| DNF | 17 | Stéphane Mertens     | Suzuki       | 22     | Uitgevallen | 26   |        |
| DNF | 90 | Bernhard Schick      | Ducati       | 18     | Uitgevallen | 6    |        |
| DNF | 32 | Marc Garcia          | Honda        | 18     | Uitgevallen | 22   |        |
| DNF | 36 | Christophe Cogan     | Ducati       | 18     | Uitgevallen | 7    |        |
| DNF | 4  | Camillio Mariottini  | Ducati       | 15     | Uitgevallen | 11   |        |
| DNF | 33 | Herri Torrontegui    | Ducati       | 14     | Uitgevallen | 25   |        |
| DNF | 39 | Thomas Hinterreiter  | Kawasaki     | 12     | Uitgevallen | 29   |        |
| DNF | 23 | José Oriol Fernández | Honda        | 8      | Uitgevallen | 24   |        |
| DNF | 25 | Serafino Foti        | Bimota       | 7      | Uitgevallen | 12   |        |
| DNF | 11 | Peter Koller         | Kawasaki     | 1      | Uitgevallen | 19   |        |

## Tussenstanden na wedstrijd

### Superbike
| Pos | Nr | Rijder              | Team   | Punten |
| --- | -- | ------------------- | ------ | ------ |
| 1   | 3  | John Kocinski       | Honda  | 367    |
| 2   | 4  | Carl Fogarty        | Ducati | 312    |
| 3   | 2  | Aaron Slight        | Honda  | 286    |
| 4   | 7  | Pierfrancesco Chili | Ducati | 203    |
| 5   | 22 | Scott Russell       | Yamaha | 201    |

### Supersport
| Pos | Nr | Rijder               | Team   | Punten |
| --- | -- | -------------------- | ------ | ------ |
| 1   | 26 | Paolo Casoli         | Ducati | 120    |
| 2   | 6  | Vittoriano Guareschi | Yamaha | 106    |
| 3   | 24 | Stéphane Chambon     | Ducati | 103    |
| 4   | 34 | Yves Briguet         | Suzuki | 94     |
| 5   | 41 | Michaël Paquay       | Honda  | 91     |

1992 · 1993 · 1994 · 1995 · 1996 · 1997 · 1998 · 1999